# ISO 3166-2:DE
ISO 3166-2:DE — стандарт ISO, який визначає геокоди для Німеччини. Він є частиною стандарту ISO 3166-2. Перша частина коду — код ISO 3166 для Німеччини (DE), друга частина — дві букви які вказують на землю Німеччини.

## Таблиця
| №  | Код   | Земля                        |
| -- | ----- | ---------------------------- |
| 1  | DE-BB | Бранденбург                  |
| 2  | DE-BE | Берлін                       |
| 3  | DE-BW | Баден-Вюртемберг             |
| 4  | DE-BY | Баварія                      |
| 5  | DE-HB | Бремен                       |
| 6  | DE-HE | Гессен                       |
| 7  | DE-HH | Гамбург                      |
| 8  | DE-MV | Мекленбург-Передня Померанія |
| 9  | DE-NI | Нижня Саксонія               |
| 10 | DE-NW | Північний Рейн-Вестфалія     |
| 11 | DE-RP | Рейнланд-Пфальц              |
| 12 | DE-SH | Шлезвіг-Гольштейн            |
| 13 | DE-SL | Саарланд                     |
| 14 | DE-SN | Саксонія                     |
| 15 | DE-ST | Саксонія-Ангальт             |
| 16 | DE-TH | Тюрингія                     |

## Додатки
Згідно з  ISO/DIS 3166-2 і ISO 3166-2:1998 код DE-BR є замінником DE-BB.